# Vierling (Einheit)
Ein Vierling (in der schweizerdeutschen, badischen und schwäbischen Mundart Vierlig ausgesprochen, in Bayern auch Viertling) war in der Schweiz sowie in Baden, Bayern und Württemberg früher die Bezeichnung für den vierten Teil verschiedener Maßeinheiten. Der Vierling ist nicht zu verwechseln mit dem Viertel.

## Gewicht
In der schweizerischen und süddeutschen Alltagssprache besonders gebräuchlich war der Vierling in der Bedeutung ein Viertel eines Pfunds, was seit dem 19. Jahrhundert 125 Gramm entsprach. Verwendet wurde der Vierling auch für seine ungeraden Vielfachen wie drei Vierling (375 Gramm) oder fünf Vierling (625 Gramm). Eine offizielle Einheit war der Vierling gemäß dem Konkordat über eine gemeinsame schweizerische Maß- und Gewichtsordnung von 1835 allerdings nicht.

## Hohlmaß
Nach dem schweizerischen Konkordat von 1835 war der Vierling ein Hohlmaß für trockene Ware wie beispielsweise Getreide. Er entsprach dem vierten Teil eines Viertels oder dem sechzehnten Teil eines Mütts und damit 3,75 Liter. Amtlich war es auch in Süddeutschland: In Baden war es der vierte Teil eines Sesters, umfasste also ebenfalls knapp 4 Liter; in Bayern war es der vierte Teil eines Metzens oder Mutts und entsprach damit etwa 9 Liter, und in Württemberg war er der vierte Teil eines Simri und entsprach im 19. Jahrhundert rund 11 Liter.

## Längenmaß
Umgangssprachlich, aber nie amtlich wurde in der Schweiz und in Württemberg eine Viertelelle im 18. und 19. Jahrhundert Vierling genannt. Er maß demnach 15 Zentimeter.

## Flächenmaß
In der Schweiz und in Südbaden bezeichnete man umgangssprachlich auch eine Vierteljuchart als Vierling. Er entsprach damit im 19. Jahrhundert 4 Aren. In der Schweiz, wo dieses Flächenmaß ganz überwiegend im Zusammenhang mit der Fläche von Rebbergen Verwendung fand, umfasste es als Viertel der alten Rebjuchart, wie sie vor der Vereinheitlichung durch das Konkordat von 1835 bestanden hatte, 1 Are.